# Living in the Fast Lane
Living in the Fast Lane è l'ottavo album di Mike Bloomfield pubblicato dall'etichetta Waterhouse Records nel 1980 e prodotto da Norman Dayron. Il disco venne registrato al "Blossom & Zoetrope Studios" di San Francisco (California) nel periodo 1976 - 1977, l'album uscì negli Stati Uniti prima della morte del musicista, mentre in Europa uscì postumo.

## Tracce
Lato A
1. Maudie – 3:11
2. Shine on Love – 4:54
3. Roots – 3:33
4. Let Them Talk – 5:06
5. Watkin's Rag – 1:45

Lato B
1. Andy's Bad – 3:54
2. When I Get Home – 4:24
3. Used to It – 2:45
4. Big C Blues – 3:36
5. The Dizz Rag – 3:38

## Musicisti
- Mike Bloomfield - voce, organo, chitarra, pianoforte, basso, percussioni, tamburello
- Mark Naftalin - pianoforte, ARP synthesizer, pianoforte elettrico
- Clay Cotton - tastiere
- Mark Adams  - armonica
- Toots Suite - horns
- Roger Troy  - basso
- Carl Severeid - basso
- Bob Jones - batteria, voce, basso
- George Marsh - batteria
- Dwight Dailey - batteria
- "Mr. Robot" - percussioni
- Frank Biner - voce
- "Son of Kings" - accompagnamento vocale
- Duke Tito & Marin County Playboys - accompagnamento vocale
- Anna Rizzo - accompagnamento vocale
- "Singers of the Church in God in Christ" - accompagnamento vocale